# Trekropparsproblemet

Kaotisk rörelse av tre samverkande, nästan likadana partiklar.

Trekropparsproblemet är problemet att beskriva ett mekaniskt system med tre kroppar. Medan tvåkropparsproblemet i allmänhet har stabila lösningar brukar trekropparsproblem vara kaotiska.

## Problemställning
I trekropparsproblem antas att man studerar ett universum med endast tre föremål, eller kroppar med givna massor, och vid en given tidpunkt antas att man känner deras lägen, hastigheter och rörelseriktningar. Dessa tre kroppar påverkar varandra enligt lagarna inom klassisk mekanik, det vill säga Newtons rörelselagar och gravitationslag. Trekropparsproblemet består då i att för en godtycklig tidpunkt i framtiden, eller förfluten tid, bestämma de tre kropparnas lägen, hastigheter och rörelseriktningar.  
En fullständig analytisk lösning till detta allmänna problem har man inte lyckats finna. Däremot har vissa specialfall kunnat fullständigt utredas. Hit hör tre specialfall:
1. då kropparna vid rörelsens början befinner sig på samma räta linje på vissa, av massornas värden betingade avstånd och vidare hastigheterna vid rörelsens början är vinkelräta mot föreningslinjen samt har vissa bestämda värden, som är beroende av massornas storlek: kropparna rör sig då i varje följande ögonblick på alldeles samma sätt som vid rörelsens början och deras banor blir (som i tvåkropparsproblemet) kägelsnitt,[1]
2. då kropparna vid rörelsens början befinner sig i spetsarna av en liksidig triangel och deras hastigheter är på speciellt sätt avpassade: de fortfar då att bilda en (under loppet av rörelsen till läge och storlek föränderlig) liksidig triangel, och banorna blir även i detta fall kägelsnitt,[1]
3. Eulers trekropparsproblem där två av kropparna är fixa i sina lägen och endast den tredje fri att röra sig. Detta problem kan lösas analytiskt med elliptiska integraler.

## Tillämpning och approximationer inom astronomi
Viktigast med avseende på tillämpningar i naturen är emellertid specialfallet då två av massorna är mycket små i förhållande till den tredje ("centralkroppens"), till exempel solen, jorden och månen. Detta fall har stor betydelse vid beskrivning av rörelserna inom vårt solsystem och det medger matematisk behandling, även om begynnelsetillstånden är fullt godtyckliga. 
Låt m och m1 vara de båda små kropparna och M den större (centralkroppen). För bestämning av till exempel m:s rörelse bortser man först från m1; m:s rörelse är då en konisk sektion med M som fokus. Eftersom massan m1 är liten kommer den verkliga rörelsen (åtminstone om inte oerhört långa tider avses) att endast obetydligt avvika från rörelsen i denna koniska sektion. Avvikelserna, som benämns perturbationer eller störningar, kan matematiskt härledas i form av oändliga serier sammansatta av termer av formen a cos nt eller b sin nt, där t betyder tiden samt a, b och n är konstanter. Dessa serier konvergerar, det vill säga termerna i serien blir allt mindre ju längre man går fram i serien. Vid den praktiska användningen reducerar sig således dessa serier till ändliga uttryck. Man måste ändå i allmänhet ta med ett mycket stort antal termer, växlande alltefter förhållandena. För återgivandet av månens rörelse gestaltar sig saken vidlyftigast; för planeterna blir beräkningen kortare.
Man får en föreställning om svårigheten av dessa uppgifter till exempel därav att de termer som behövs för att beräkna månens longitud, enligt Delaunays teori, fyller inte mindre än 173 tryckta kvartsidor. Utförandet av dessa störningsräkningar underlättas av att planeterna och månarna samtliga rör sig i nästan cirkelformiga banor och att dessa banor i allmänhet ligger nästan i samma plan, det vill säga att excentriciteterna och inklinationerna är små.